# Nguyễn Hồng Tiến
Nguyễn Hồng Tiến (sinh ngày 6 tháng 7 năm 1985) là một cựu cầu thủ bóng đá người Việt Nam từng thi đấu ở vị trí hậu vệ cho câu lạc bộ Hà Nội T&T tại V-League 1 và đội tuyển quốc gia Việt Nam.

## Sự nghiệp
Anh được biết đến với hành vi thô bạo với Lê Văn Sơn trong trận đấu giữa Hà Nội T&T và Hoàng Anh Gia Lai. Nguyễn Hồng Tiến đã cố tình đá vào mặt Lê Văn Sơn trong lúc cầu thủ này nằm sân.